# Équipe d'Argentine de football à la Coupe du monde 2006
L'équipe d'Argentine de football s'est qualifiée pour la coupe du monde 2006 de football en Allemagne. 
Elle a bat la Côte d'Ivoire, le 10 juin (2-1) et la Serbie-et-Monténégro, le 16 juin (6-0). Le troisième match du premier tour contre les Pays-Bas s'est soldé par un match nul, le 21 juin (0-0).
En huitième de finale, l'Argentine se défait du  Mexique (2-1, a.p.), avant d'être éliminée en quart de finale contre l'Allemagne, pays organisateur, aux tirs au but (1-1 ap, 2-4 t.a.b.).

## Qualifications
| Amérique du Sud | Amérique du Sud | Amérique du Sud | Amérique du Sud | Amérique du Sud | Amérique du Sud | Amérique du Sud | Amérique du Sud | Amérique du Sud | Amérique du Sud | Amérique du Sud | Amérique du Sud | Amérique du Sud | Amérique du Sud | Amérique du Sud | Amérique du Sud | Amérique du Sud | Amérique du Sud | Amérique du Sud | Amérique du Sud | Amérique du Sud |
| Classement      | Classement      | Classement      | Classement      | Classement      | Classement      | Classement      | Classement      | Classement      | Classement      | Résultats       | Résultats       | Résultats       | Résultats       | Résultats       | Résultats       | Résultats       | Résultats       | Résultats       | Résultats       | Résultats       |
| --------------- | --------------- | --------------- | --------------- | --------------- | --------------- | --------------- | --------------- | --------------- | --------------- | --------------- | --------------- | --------------- | --------------- | --------------- | --------------- | --------------- | --------------- | --------------- | --------------- | --------------- |
|                 | Nation          | Pts             | J               | G               | N               | P               | BP              | BC              | Diff            | Nation          | BRÉ             | ARG             | ÉQU             | PAR             | URU             | COL             | CHI             | VEN             | PER             | BOL             |
| 1               | Brésil          | 34              | 18              | 9               | 7               | 2               | 35              | 17              | +18             | Brésil          |                 | 3-1             | 1-0             | 4-1             | 3-3             | 0-0             | 5-0             | 3-0             | 1-0             | 3-1             |
| 2               | Argentine       | 34              | 18              | 10              | 4               | 4               | 29              | 17              | +12             | Argentine       | 3-1             |                 | 1-0             | 0-0             | 4-2             | 1-0             | 2-2             | 3-2             | 2-0             | 3-0             |
| 3               | Équateur        | 28              | 18              | 8               | 4               | 6               | 23              | 19              | +4              | Équateur        | 1-0             | 2-0             |                 | 5-2             | 0-0             | 2-1             | 2-0             | 2-0             | 0-0             | 3-2             |
| 4               | Paraguay        | 28              | 18              | 8               | 4               | 6               | 23              | 23              | 0               | Paraguay        | 0-0             | 1-0             | 2-1             |                 | 4-1             | 0-1             | 2-1             | 1-0             | 1-1             | 4-1             |
| 5               | Uruguay         | 25              | 18              | 6               | 7               | 5               | 23              | 28              | -5              | Uruguay         | 1-1             | 1-0             | 1-0             | 1-0             |                 | 3-2             | 2-1             | 0-3             | 1-3             | 5-0             |
| 6               | Colombie        | 24              | 18              | 6               | 6               | 6               | 24              | 16              | +8              | Colombie        | 1-2             | 1-1             | 3-0             | 1-1             | 5-0             |                 | 1-1             | 0-1             | 5-0             | 1-0             |
| 7               | Chili           | 22              | 18              | 5               | 7               | 6               | 18              | 22              | -4              | Chili           | 1-1             | 0-0             | 0-0             | 0-1             | 1-1             | 0-0             |                 | 2-1             | 2-1             | 3-1             |
| 8               | Venezuela       | 18              | 18              | 5               | 3               | 10              | 20              | 28              | -8              | Venezuela       | 2-5             | 0-3             | 3-1             | 0-1             | 1-1             | 0-0             | 0-1             |                 | 4-1             | 2-1             |
| 9               | Pérou           | 18              | 18              | 4               | 6               | 8               | 20              | 28              | -8              | Pérou           | 1-1             | 1-3             | 2-2             | 4-1             | 0-0             | 0-2             | 2-1             | 0-0             |                 | 4-1             |
| 10              | Bolivie         | 14              | 18              | 4               | 2               | 12              | 20              | 37              | -17             | Bolivie         | 1-1             | 1-2             | 1-2             | 2-1             | 0-0             | 4-0             | 0-2             | 3-1             | 1-0             |                 |

## Maillot
Le maillot de l'équipe d'Argentine est fourni par l'équipementier Adidas.
| Couleurs | Bleu ciel, blanc et noir |
| Marque   | Adidas                   |
| Domicile | Extérieur                |

## Effectif
Le 15 mai 2006, le sélectionneur argentin, José Pekerman, a annoncé une liste composée de vingt-trois joueurs pour le mondial.
| Numéro / Nom | Numéro / Nom          | Club                 | Date de naissance | J.              | Buts            |                 |                 |                 |
| Gardiens de but | Gardiens de but       | Gardiens de but      | Gardiens de but   | Gardiens de but | Gardiens de but | Gardiens de but | Gardiens de but | Gardiens de but |
| --- | --------------------- | -------------------- | ----------------- | --------------- | --------------- | --------------- | --------------- | --------------- |
| 1 | Roberto Abbondanzieri | Boca Juniors         | 19.08.1972        | 5               | 0               | 0               | 0               | 0               |
| 12 | Leo Franco            | Atlético de Madrid   | 20.05.1977        | 1               | 0               | 0               | 0               | 0               |
| 23 | Oscar Ustari          | Independiente        | 03.07.1986        | 0               | 0               | 0               | 0               | 0               |
| Défenseurs |                       |                      |                   |                 |                 |                 |                 |                 |
| 2 | Roberto Ayala         | Valence CF           | 14.04.1973        | 5               | 1               | 0               | 0               | 0               |
| 3 | Juan Pablo Sorín      | Villarreal CF        | 05.05.1976        | 4               | 0               | 1               | 0               | 0               |
| 4 | Fabricio Coloccini    | Deportivo La Corogne | 22.01.1982        | 2               | 0               | 0               | 0               | 0               |
| 6 | Gabriel Heinze        | Manchester United    | 19.04.1978        | 4               | 0               | 1               | 0               | 0               |
| 13 | Lionel Scaloni        | West Ham             | 16.04.1978        | 1               | 0               | 0               | 0               | 0               |
| 15 | Gabriel Milito        | Real Saragosse       | 07.09.1980        | 1               | 0               | 0               | 0               | 0               |
| 17 | Leandro Cufré         | AS Rome              | 09.05.1978        | 1               | 0               | 0               | 0               | 0               |
| 21 | Nicolás Burdisso      | Inter Milan          | 12.04.1981        | 3               | 0               | 0               | 0               | 0               |
| Milieux de terrain |                       |                      |                   |                 |                 |                 |                 |                 |
| 5 | Esteban Cambiasso     | Inter Milan          | 18.08.1980        | 5               | 1               | 1               | 0               | 0               |
| 8 | Javier Mascherano     | SC Corinthians       | 08.06.1984        | 5               | 0               | 2               | 0               | 0               |
| 10 | Juan Riquelme         | Villarreal CF        | 24.04.1978        | 5               | 0               | 0               | 0               | 0               |
| 16 | Pablo Aimar           | Valence CF           | 03.11.1979        | 3               | 0               | 0               | 0               | 0               |
| 18 | Maxi Rodríguez        | Atlético de Madrid   | 02.01.1981        | 5               | 3               | 1               | 0               | 0               |
| 22 | Luis González         | FC Porto             | 19.01.1981        | 2               | 0               | 1               | 0               | 0               |
| Attaquants |                       |                      |                   |                 |                 |                 |                 |                 |
| 7 | Javier Saviola        | FC Séville           | 11.12.1981        | 3               | 1               | 1               | 0               | 0               |
| 9 | Hernán Crespo         | Chelsea              | 05.07.1975        | 4               | 3               | 1               | 0               | 0               |
| 11 | Carlos Tévez          | SC Corinthians       | 05.02.1984        | 4               | 1               | 0               | 0               | 0               |
| 14 | Rodrigo Palacio       | Boca Juniors         | 05.02.1982        | 1               | 0               | 0               | 0               | 0               |
| 19 | Lionel Messi          | FC Barcelone         | 24.06.1987        | 3               | 1               | 0               | 0               | 0               |
| 20 | Julio Cruz            | Inter Milan          | 10.10.1974        | 1               | 1               | 0               | 0               | 0               |
| Sélectionneur |                       |                      |                   |                 |                 |                 |                 |                 |
| | José Pekerman         |                      | 03.09.1949        |                 |                 |                 |                 |                 |
| Réserve Joueurs qui n'ont pas participé au stage d'entraînement mais qui pouvaient faire office de remplaçants jusqu'au 9 juin |                       |                      |                   |                 |                 |                 |                 |                 |
| Non communiquée |                       |                      |                   |                 |                 |                 |                 |                 |

## Compétition

### Buteurs
| Classement | Nom               | But(s) |
| 1          | Hernán Crespo     | 3      |
| -          | Maxi Rodríguez    | 3      |
| 2          | Javier Saviola    | 1      |
| -          | Esteban Cambiasso | 1      |
| -          | Carlos Tévez      | 1      |
| -          | Lionel Messi      | 1      |
| -          | Roberto Ayala     | 1      |